# Museo Gardiner
El museo Gardiner es el único museo en Canadá dedicado exclusivamente al arte de la cerámica. Se encuentra en el parque de la Reina, al sur de la calle Bloor de Toronto, frente al Museo Real de Ontario. La estación de metro más cercana es el Museo.
El museo ofrece programas y conferencias sobre el estudio de la arcilla de barro, además de clases para adultos y niños.

## Historia
Fundada en 1984 por George R. Gardiner y su esposa Helen Gardiner, diseñado por Keith Wagland, el museo ha sido descrito como un "joyero de los tesoros de la cerámica". El museo Gardiner fue intervenido por un costo de 20 millones de dólares como parte de una ampliación en 2006 para mejorar la circulación de personas y aumentar el espacio para exhibir las colecciones permanentes. La estructura se compone de una fachada de piedra caliza revestida con cristal y columnas de granito negro y se extiende hacia la calle por lo que es más visible para la gente.

## Colección
Su colección permanente de más de 2900 piezas, incluye obras de la América antigua, del Renacimiento italiano, Inglés Delftware, porcelana china y japonesa, porcelana europea, y una galería de arte contemporáneo. Además de las colecciones permanentes, el museo realiza tres exposiciones temporales al año.